# توماس دفوراك
توماس دفوراك مواليد 1972، (بالتشيكية: Tomáš Dvořák) هو لاعب عشاري تشيكي. شارك في دورة الألعاب الأولمبية وحصل على الميدالية البرونزية. فاز بالميدالية الذهبية في بطولة العالم لألعاب القوى. فاز بجائزة أفضل لاعب قوى في أوروبا.

## الميداليات
| الميدالية | المسابقة                                    |
| --------- | ------------------------------------------- |
| برونزية   | الألعاب الأولمبية الصيفية 1996              |
| ذهبية     | بطولة العالم لألعاب القوى 1997              |
| ذهبية     | بطولة العالم لألعاب القوى 1999              |
| ذهبية     | بطولة العالم لألعاب القوى 2001              |
| فضية      | بطولة العالم لألعاب القوى داخل الصالات 1995 |
| ذهبية     | بطولة أوروبا لألعاب القوى داخل الصالات 2000 |
| فضية      | بطولة أوروبا لألعاب القوى داخل الصالات 1996 |
| فضية      | بطولة أوروبا لألعاب القوى داخل الصالات 2002 |

## روابط خارجية
- توماس دفوراك على موقع الاتحاد الدولي لألعاب القوى (الإنجليزية)
- توماس دفوراك على موقع اللجنة الأولمبية الدولية (الإنجليزية)
- توماس دفوراك على موقع أوليمبيديا (الإنجليزية)
- توماس دفوراك على موقع اللجنة الأولمبية التشيكية (التشيكية)